# Margarodes dactyloides
Margarodes dactyloides är en insektsart som beskrevs av Mcdaniel 1966. Margarodes dactyloides ingår i släktet Margarodes och familjen pärlsköldlöss. Inga underarter finns listade i Catalogue of Life.